# 朱裳 (嘉靖進士)
朱裳（1521年—？），字則坤，號平皋，河南懷慶府溫縣人，軍籍，明朝政治人物。同進士出身。

## 生平
嘉靖二十八年（1549年）己酉科河南鄉試第三十三名舉人。嘉靖三十二年（1553年）中式癸丑科會試第三百三十四名，三甲第二百九十四名進士。吏部观政，授工部主事，曾奉使外江，往来洞庭、彭蠡之间，数遇风涛，舟几覆，朱裳神色不变。升工部郎中，隆庆初，升直隸河間府知府，隆慶四年（1570年）五月陞山西按察司副使、雁平道，六年四月代替致仕的蔡可賢任山西岢嵐道兵備副使，仍加布政使司右參政銜。遷宣府右参政，因得罪权相张居正党羽，被贬职，遂欣然归乡，家居二十载卒，祀乡贤。

## 家族
曾祖朱浩；祖父朱琦；父朱宗仁，母鄭氏。兄朱衣（生员）、弟朱衮。